# Кумшак
Кумша́к — река в Ростовской области России, правый приток Дона. Длина 121 км. Площадь бассейна — 759 км². Река весьма маловодна и в засушливые годы пересыхает. На реке сооружён ряд прудов.

## Течение
Берёт начало на водоразделе Быстрой и Цимлы, к северо-западу от посёлка Табунного Морозовского района Ростовской области. Течёт вначале на юго-восток, ниже по течению хутора Железнодорожного, поворачивает на юг. Течёт на юг до посёлка Сосенки, где вновь поворачивает на юго-восток. Впадает в реку Дон (в протоку Сухую) к югу от города Цимлянска.
Протекает по территории Морозовского и Цимлянского районов Ростовской области (в среднем течении от Железнодорожного до Великанова, является их естественной границей).
Река имеет симметричную долину, и на всём протяжении весьма извилиста.

## Бассейн
- Кумшак
  - б. Голая — (п)
  - б. Исаева — (л)
  - б. Глухая — (п)
  - б. Семёнова — (л)
    - б. Кондратова — (п)

## Населённые пункты
- пос. Знаменка
- х. Парамонов
- х. Железнодорожный
- ст-ца. Чертковская
- ст-ца. Маркинская
- х. Великанов
- х. Паршиков
- ст-ца. Кумшацкая
- пос. Дубравный
- пос. Сосенки
- ст-ца. Красноярская
- г. Цимлянск

## Упоминание в литературе
Одноимённый посёлок, расположенный на реке Кумшак близ устья, является местом жительства главных героев фантастической повести «Восставшее поколение».